# Ursus etruscus
Ursus etruscus (en latín "oso etrusco") es una especie extinta de mamífero carnívoro perteneciente a la familia Ursidae (osos), que vivió en Europa, Asia y África del Norte durante el Plioceno alcanzando el Pleistoceno, viviendo desde hace ~5.3 millones de años hasta hace 11 000 años.
U. etruscus parece haberse derivado de U. minimus y dio origen al oso pardo (U. arctos) y al oso de las cavernas (U. spelaeus). El rango de U. etruscus abarca sobre todo la Europa continental, con especímenes recuperados de la región de la gran estepa de Eurasia. Los últimos registros fósiles de U. etruscus fueron recuperados en Israel, Croacia, y Toscana, Italia datando de entre 1.8 millones hasta hace 11 000 años.
Algunos científicos afirman que las primeras y más pequeñas variedades de U. etruscus de mediados de la época del Villafranquense sobrevivieron en la forma del actual oso negro asiático (U. thibetanus).

## Morfología
Era muy similar a los osos pardos europeos en tamaño, y poseía un juego completo de premolares, una característica derivada del género Ursavus.

## Distribución fósil
Sitios y edades de especímenes recuperados:
- Vassiloudi, Macedonia griega ~5.3—1.8 Ma.
- Obigarm, Tayikistán ~5.3—1.8 Ma.
- Ahl al Oughlam, Marruecos ~3.6—1.8 Ma.
- Pardines, Auvernia, Francia ~2.5—1.8 Ma.
- Dmanisi, Georgia ~1.8 Ma.—800,000 años.
- Mestas de Con, Cangas de Onis, Asturias, España ~1.8—100,000 años.[2]
- Strmica, Croacia ~1.8—11,000 años.[3]